# Gregory Areshian
Gregory Areshian (Erevan, 13 maggio 1949 – Erevan, 2 agosto 2020) è stato uno storico e archeologo armeno. Era il condirettore del team internazionale di archeologi che, guidato da Boris Gasparyan, ha trovato la scarpa di 5.500 anni e la più antica cantina di Areni.

## Biografia
Areshian ha insegnato in 14 università e college statunitensi, inclusi: l'Università della California - Los Angeles, l'Università della California - Irvine, l'Università di Chicago, l'Università del Wisconsin - Platteville e l'Amherst College. È autore di oltre 150 opere accademiche pubblicate in 5 lingue in 12 paesi, per lo più dedicate a studi interdisciplinari nelle scienze sociali e umanistiche con un focus speciale sul Medio Oriente e l'Armenia in un contesto storico più ampio.
Nel 2017 è stato pubblicato un Festschrift in onore di Areshian con il titolo Bridging Times and Spaces: Papers in Ancient Near Eastern, Mediterranean and Armenian Studies. I curatori del volume erano Pavel Avetisyan, un ex studente di Areshian, e Yervand Grekyan.
Areshian è morto il 2 agosto 2020 per complicazioni legate alla COVID-19 nell'Astghik Medical Center. Gli era stata diagnosticata la COVID-19 tre settimane prima.

## Pubblicazione selezionata
- 2013 Empires and Diversity: On the Crossroads of Archaeology, History, and Anthropology. Ideas, Debates, and Perspectives, 7, Los Angeles: Cotsen Institute of Archaeology Press, University of California, 256 pages + ill (Editor and contributing author).
- 1996 Haykakan čartarapetutyan patmut’yun, Hator A (History of Armenian Architecture, Vol. I: The Architecture of Armenian Highlands from the Earliest Times to the 3rd Century AD). Co-authored with K.K. Ghafadaryan, K. L. Hovhannisian, and A.A. Sahinian, Yerevan: HH GAA “Gitut’yun” Hratarakchut’yun (“Gitut’yun” Press of the Armenian National Academy of Sciences), Pp. 298 + pl. 48.
- 1993 Hnagitakan ashkhatank'nerǝ Hayastani norakaŕuytsnerum,1986-1987 t't' peghumneri ardyunk'nerǝ (Archaeological Investigations of Construction Development Sites in Armenia, Excavations Reports for 1986-87), Vol. 1. Co-edited with G.A. Tiratsian and A.A. Kalantarian, Yerevan: Publishing House of the Armenian Academy of Sciences, Pp. 171+ pl. 190.
- 1992 Editor of Hayastani hnagitut'yun, h. 1: K'ari Dar - Ush Bronzi Dar (Archaeology of Armenia, vol. 1: From the Stone Age through the Late Bronze Age), by S.A. Yesayan, Yerevan: Yerevan University Press.
- 1990 Mezhdistsiplinarnye issledovanija kul’turogeneza i etnogeneza Armjanskogo nagor’ja i sopredel’nykh oblastej, Sbornik dokladov (Interdisciplinary Studies of Cultural and Ethnic Processes in the Armenian Highland and Adjacent Regions, A Collection of Papers). Co-edited with S.A. Yesayan, Yerevan: Izdatel’stvo Erevanskogo Universiteta (Yerevan University Press), Pp. 294.